# Roeslerina media
Roeslerina media är en svampart som beskrevs av Y.J. Yao & Spooner 1999. Roeslerina media ingår i släktet Roeslerina och familjen Roesleriaceae.   Inga underarter finns listade i Catalogue of Life.